# 眼鏡橋 (富山市)
眼鏡橋（めがねばし）は、富山県富山市八尾町の別荘川（神通川水系井田川支流）に架かる富山県道7号富山八尾線のアーチ橋。

## 概要
1893年（明治26年）に、富山県内最初の永久橋として単径間の無筋コンクリートアーチ橋として架橋された。1914年（大正3年）8月13日、台風に伴う豪雨で発生した洪水により下部工のコンクリートアーチを残し流失。その後1916年（大正5年）に明治の橋の遺残物を利用しつつ、右岸側に1径間延伸し2径間コンクリートアーチ橋となる。1954年（昭和29年）には下流側に単径間の鋼鈑桁を架設して3 m拡幅された。
- 形状 - コンクリート[注釈 1]2径間充腹式アーチ橋（上流側）・鋼単径間鈑桁橋（下流側）
- 左岸 - 富山県富山市八尾町下新町
- 右岸 - 富山県富山市天満町
- 橋長 - 23.100 m
- 支間長 - 8.000 m
- 幅員
  - 総幅員 - 7.600 m[注釈 2]
  - 有効幅員 - 6.800 m[注釈 3]
  - 車道 - 6.800 m[注釈 4]
  - 歩道 - なし